# Adolf Herte
Adolf Herte (* 28. August 1887 in Brilon; † 3. März 1970 in Höxter) war ein deutscher römisch-katholischer Theologe.
Herte begann nach dem Abitur ein Studium der Theologie in Paderborn, das er später in München, Innsbruck und Münster fortsetzte. 1914 wurde er in Paderborn zum Priester geweiht, im Jahr darauf veröffentlichte er seine in Münster entstandene und von Joseph Greving betreute Dissertation zur Lutherbiographie des Johannes Cochläus. Zunächst Domvikar und Lehrer an der katholischen Vorbereitungsschule in Erfurt, wurde er 1916 zum bischöflichen Kaplan und Geheimsekretär des Paderborner Bischofs Karl Joseph Schulte berufen.
Von 1922 bis 1945 war Herte Professor der Kirchengeschichte und Patrologie an der Philosophisch-Theologischen Akademie (Academia Theodoriana) in Paderborn. 1945 wurde er auf eigenen Wunsch „wegen seiner gewissen sympathischen Beziehungen zum Nationalsozialismus“ aus dem Hochschuldienst entlassen und zum Seelsorger für Kriegslazarette ernannt.
Herte wurde 1925 zum ordentlichen Mitglied der Historischen Kommission für Westfalen gewählt, aus der er 1945 ausschied.
Er setzte sich kritisch mit der Lutherbiographie des Cochläus und dem daraus abgeleiteten Lutherbild der späteren Jahrhunderte auseinander. In einer dreibändigen Untersuchung konnte Herte 1943 detailliert nachweisen, dass „nahezu alle katholischen Werke zu Luther und der Reformation bis in seine Gegenwart hinein auf den polemischen Lutherkommentaren des Johannes Cochlaeus beruhten“, was von ausschlaggebender Bedeutung für die Neuorientierung des Katholizismus überhaupt gegenüber der Reformation Martin Luthers war. Diese „neue katholische Sicht auf Luther“ wurde nahezu zeitgleich durch Joseph Lortz in eine breite Öffentlichkeit getragen.

## Werke
- Die Lutherbiographie des Johannes Cochläus. Eine quellenkritische Untersuchung, Diss. Münster 1915;
- Die Begegnung des Germanentums mit dem Christentum, Paderborn 1935;
- Die Lutherkommentare des Johannes Cochläus. Kritische Studie zur Geschichtsschreibung im Zeitalter der Glaubensspaltung (= RGST 33), Münster 1935;
- Die Lutherliteratur unter dem Einfluß des Johannes Cochläus in der Zeit von 1600 bis 1750 (Fakultäts-Schrift), Münster 1938;
- Das katholische Lutherbild im Bann der Lutherkommentare des Cochläus, 3 Bde., Münster 1943.